# Фернанду Сілва (плавець)
Фернанду Сілва (порт. Fernando Silva, 7 квітня 1986) — бразильський плавець.
Учасник Олімпійських Ігор 2008 року.
Переможець Панамериканських ігор 2007 року.
Переможець Південнамериканських ігор 2014 року.
Призер літньої Універсіади 2007 року.